# Journal of Chemical Education
Journal of Chemical Education (abrégé en J. Chem. Educ. ou JCE) est une revue scientifique mensuelle s'adressant aux professeurs et aux chercheurs, qui publie des articles sur l'enseignement des sciences chimiques,.
D'après ACS Publications, le facteur d'impact de ce journal était de 2,979 en 2020. L'actuel directeur de publication est Norbert J. Pienta (Université de l'Iowa, États-Unis).